# Copa Sudamericana 2014
Die Copa Sudamericana 2014 war die 13. Ausspielung des nach der Copa Libertadores zweitwichtigsten südamerikanischen Fußballwettbewerbs für Vereinsmannschaften, der aufgrund des Sponsorings des französischen Mineralölunternehmens Total seit 2013 auch unter der Bezeichnung „Copa Total Sudamericana“ firmierte. Es nahmen wie im Vorjahr 47 Mannschaften aus den 10 Mitgliedsverbänden der CONMEBOL, einschließlich Titelverteidiger CA Lanús, teil. Argentinien stellte wie gehabt sieben und Brasilien acht Teilnehmer; die übrigen acht Länder jeweils vier Teilnehmer am Wettbewerb. Dieser wurde wie bisher in der zweiten Jahreshälfte ausgespielt. Im Finale setzte sich der argentinische Vertreter River Plate gegen Atlético Nacional aus Kolumbien durch.

## Modus
Wie im Vorjahr gab es vor dem Achtelfinale wieder zwei Runden. In der 1. Runde starteten die acht Länder (mit Ausnahme Argentiniens und Brasiliens) mit ihren jeweils vier Mannschaften. Die Teilnehmer aus Argentinien und Brasilien stießen erst in der 2. Runde dazu, wobei die Teams beider Länder jeweils gegeneinander spielten. Titelverteidiger CA Lanús erhielt ein Freilos für das Achtelfinale. Der Wettbewerb wurde auch wie gehabt von der 1. Runde bis zum Finale im reinen K.-o.-System mit Hin- und Rückspiel ausgetragen. Bei Punkt- und Torgleichheit galt die Auswärtstorregel. War auch die Zahl der auswärts erzielten Tore gleich, folgte im Anschluss an das Rückspiel unmittelbar ein Elfmeterschießen. Im Finale galt die Auswärtstorregel nicht. War dort nach Hin- und Rückspiel die Tordifferenz gleich, gab es eine Verlängerung und erst danach ggf. ein Elfmeterschießen.

## 1. Runde
Teilnehmer waren je vier Mannschaften aus acht Ländern Südamerikas, mit Ausnahme der Teams aus Argentinien und Brasilien. Die Hinspiele fanden zwischen dem 19. und 21. August, die Rückspiele zwischen dem 26. und 28. August 2014 statt.
|                                  | Gesamt        |                              | Hinspiel | Rückspiel |
| -------------------------------- | ------------- | ---------------------------- | -------- | --------- |
| CD Huachipato                    | 6:3           | Club San José                | 3:1      | 3:2       |
| Club Universitario               | 2:1           | Deportes Iquique             | 2:0      | 0:1       |
| Deportivo Capiatá                | 5:3           | Danubio FC                   | 3:1      | 2:2       |
| Club Atlético Rentistas          | 1:2           | Club Cerro Porteño           | 0:2      | 1:0       |
| Club General Díaz                | 4:3           | CD Cobresal                  | 2:1      | 2:2       |
| Nacional Potosí                  | 1:3           | Club Libertad                | 1:0      | 0:3       |
| CD Universidad Católica          | 0:4           | River Plate Montevideo       | 0:1      | 0:3       |
| Peñarol Montevideo               | 6:0           | Club Jorge Wilstermann       | 2:0      | 4:0       |
| Inti Gas Deportes                | 0:2           | FC Caracas                   | 0:1      | 0:1       |
| Barcelona SC Guayaquil           | 3:0           | Alianza Lima                 | 3:0      | 0:0       |
| Deportivo La Guaira              | 1:2           | Atlético Nacional            | 1:1      | 0:1       |
| Águilas Pereira                  | 2:3           | CS Emelec                    | 1:1      | 1:2       |
| Universidad Técnica de Cajamarca | 0:3           | Deportivo Cali               | 0:0      | 0:3       |
| Millonarios FC                   | 3:4           | CD Universidad César Vallejo | 1:2      | 2:2       |
| Trujillanos FC                   | 1:2           | Independiente del Valle      | 0:1      | 1:1       |
| Universidad Católica del Ecuador | 2:2 (5:4 i.E) | Deportivo Anzoátegui         | 1:1      | 1:1       |

## 2. Runde
Für die 2. Runde qualifizierten sich die sechzehn Sieger der 1. Runde sowie die sechs Mannschaften aus Argentinien und acht Mannschaften aus Brasilien, wobei die Klubs aus diesen beiden Ländern jeweils separat gegeneinander antraten. Die Hinspiele fanden zwischen dem 27. August und 18. September, die Rückspiele zwischen dem 3. und 25. September 2014 statt.
|                             | Gesamt    |                                  | Hinspiel | Rückspiel |
| --------------------------- | --------- | -------------------------------- | -------- | --------- |
| Sport Recife                | 1:3       | EC Vitória                       | 0:1      | 1:2       |
| Deportivo Capiatá           | 4:2       | FC Caracas                       | 1:1      | 3:1       |
| CD Godoy Cruz               | 0:3       | River Plate                      | 0:1      | 0:2       |
| CD Huachipato               | 2:1       | Universidad Católica del Ecuador | 2:0      | 0:1       |
| Fluminense FC               | (a)2:2(a) | Goiás EC                         | 2:1      | 0:1       |
| Peñarol Montevideo          | 3:2       | Deportivo Cali                   | 2:2      | 1:0       |
| Club Universitario          | 2:5       | CD Universidad César Vallejo     | 2:2      | 0:3       |
| SC Internacional            | 1:3       | EC Bahia                         | 0:2      | 1:1       |
| Independiente del Valle     | 1:3       | Club Cerro Porteño               | 1:0      | 0:3       |
| Gimnasia y Esgrima La Plata | 0:1       | Estudiantes de La Plata          | 0:0      | 0:1       |
| CS Emelec                   | 3:2       | River Plate Montevideo           | 2:1      | 1:1       |
| Criciúma EC                 | 2:3       | FC São Paulo                     | 2:1      | 0:2       |
| Barcelona SC Guayaquil      | 1:2       | Club Libertad                    | 1:0      | 0:2       |
| Rosario Central             | 1:4       | Boca Juniors                     | 1:1      | 0:3       |
| Atlético Nacional           | (a)3:3(a) | Club General Díaz                | 0:2      | 3:1       |

## Achtelfinale
Für das Achtelfinale qualifizierten sich die 15 Sieger der 2. Runde und Titelverteidiger CA Lanús. Die Hinspiele fanden zwischen dem 30. September und 16. Oktober, die Rückspiele zwischen dem 15. und 23. Oktober 2014 statt.
|                         | Gesamt          |                              | Hinspiel | Rückspiel |
| ----------------------- | --------------- | ---------------------------- | -------- | --------- |
| Atlético Nacional       | 3:2             | EC Vitória                   | 2:2      | 1:0       |
| Boca Juniors            | 1:1 (4:3 i. E.) | Deportivo Capiatá            | 0:1      | 1:0       |
| Club Libertad           | 1:5             | River Plate                  | 1:3      | 0:2       |
| FC São Paulo            | 4:2             | CD Huachipato                | 1:0      | 3:2       |
| CS Emelec               | 1:1 (6:5 i. E.) | Goiás EC                     | 1:0      | 0:1       |
| Estudiantes de La Plata | 3:3 (3:1 i. E.) | Peñarol Montevideo           | 2:1      | 1:2       |
| Club Cerro Porteño      | 3:2             | CA Lanús                     | 2:1      | 1:1       |
| EC Bahia                | 2:2 (6:7 i. E.) | CD Universidad César Vallejo | 2:0      | 0:2       |

## Viertelfinale
Die Hinspiele fanden am 29. und 30. Oktober, die Rückspiele am 5. und 6. November 2014 statt.
|                         | Gesamt |                              | Hinspiel | Rückspiel |
| ----------------------- | ------ | ---------------------------- | -------- | --------- |
| Atlético Nacional       | 2:0    | CD Universidad César Vallejo | 1:0      | 1:0       |
| Boca Juniors            | 5:1    | Club Cerro Porteño           | 1:0      | 4:1       |
| Estudiantes de La Plata | 3:5    | River Plate                  | 1:2      | 2:3       |
| FC São Paulo            | 6:5    | CS Emelec                    | 4:2      | 2:3       |

## Halbfinale
Die Hinspiele fanden am 19. und 20., die Rückspiele am 26. und 27. November 2014 statt.
|                   | Gesamt          |              | Hinspiel | Rückspiel |
| ----------------- | --------------- | ------------ | -------- | --------- |
| Atlético Nacional | 1:1 (4:1 i. E.) | FC São Paulo | 1:0      | 0:1       |
| Boca Juniors      | 0:1             | River Plate  | 0:0      | 0:1       |

## Finale

### Hinspiel
| Atlético Nacional                                                                        | Atlético Nacional | River Plate | River Plate |
| ---------------------------------------------------------------------------------------- | --- | --- | ----------- |
| Atlético Nacional                                                                        | \| 3. Dezember 2014 um 19:15 Uhr (UTC−5) in Medellín, Kolumbien (Estadio Atanasio Girardot) \| \| Ergebnis: 1:1 (1:0) \| \| Zuschauer: 44.412 \| \| Schiedsrichter: Ricardo Marques Ribeiro ( Brasilien) \|                                                                            | \| 3. Dezember 2014 um 19:15 Uhr (UTC−5) in Medellín, Kolumbien (Estadio Atanasio Girardot) \| \| Ergebnis: 1:1 (1:0) \| \| Zuschauer: 44.412 \| \| Schiedsrichter: Ricardo Marques Ribeiro ( Brasilien) \|                                                                                        | River Plate |
| Atlético Nacional                                                                        | Franco Armani – Óscar Murillo, Alexis Henríquez, Daniel Bocanegra – Farid Díaz, Alexander Mejía , Edwin Cardona, Alejandro Bernal (37. Alejandro Guerra) – Jonathan Copete (59. Sebastián Pérez), Luis Carlos Ruiz, Orlando Berrío (70. Wilder Guisao) Cheftrainer: Juan Carlos Osorio | Marcelo Barovero – Emanuel Mammana (61. Augusto Solari), Germán Pezzella, Ramiro Funes Mori, Leonel Vangioni – Carlos Sánchez, Leonardo Ponzio, Ariel Rojas, Leonardo Pisculichi (75. Matías Kranevitter) – Rodrigo Mora (66. Fernando Cavenaghi), Teófilo Gutiérrez Cheftrainer: Marcelo Gallardo | River Plate |
| Atlético Nacional                                                                        | 1:0 Orlando Berrío (34.) | 1:1 Leonardo Pisculichi (67.) | River Plate |
| Atlético Nacional                                                                        | Germán Pezzela (77.), Teófilo Gutiérrez (86.) | | River Plate |
| 3. Dezember 2014 um 19:15 Uhr (UTC−5) in Medellín, Kolumbien (Estadio Atanasio Girardot) | | |             |
| Ergebnis: 1:1 (1:0)                                                                      | | |             |
| Zuschauer: 44.412                                                                        | | |             |
| Schiedsrichter: Ricardo Marques Ribeiro ( Brasilien)                                     | | |             |

### Rückspiel
| River Plate | River Plate | Atlético Nacional | Atlético Nacional |
| --- | --- | --- | ----------------- |
| River Plate | \| 10. Dezember 2014 um 21:15 Uhr (UTC−3) in Buenos Aires, Argentinien (Estadio Monumental Antonio Vespucio Liberti) \| \| Ergebnis: 2:0 (0:0) \| \| Schiedsrichter: Darío Ubriaco ( Uruguay) \| | \| 10. Dezember 2014 um 21:15 Uhr (UTC−3) in Buenos Aires, Argentinien (Estadio Monumental Antonio Vespucio Liberti) \| \| Ergebnis: 2:0 (0:0) \| \| Schiedsrichter: Darío Ubriaco ( Uruguay) \|                                                                                            | Atlético Nacional |
| River Plate | Marcelo Barovero – Leonel Vangioni, Ramiro Funes Mori, Germán Pezzella, Gabriel Mercado – Ariel Rojas, Leonardo Ponzio (82. Matías Kranevitter), Carlos Sánchez – Teófilo Gutiérrez (80. Fernando Cavenaghi), Leonardo Pisculichi (89. Sebastián Driussi), Rodrigo Mora Cheftrainer: Marcelo Gallardo | Franco Armani – Juan David Valencia, Alexis Henríquez, Francisco Nájera (65. Óscar Murillo) – Farid Díaz (66. Wilder Guisao), Alexander Mejía , Alejandro Bernal, Daniel Bocanegra – Luis Carlos Ruiz, Edwin Cardona, Orlando Berrío (73. Sherman Cárdenas) Cheftrainer: Juan Carlos Osorio | Atlético Nacional |
| River Plate | 1:0 Gabriel Mercado (54.) 2:0 Germán Pezzella (59.) | | Atlético Nacional |
| River Plate | Ramiro Funes Mori (49.) | Orlando Berrío (69.), Alexander Mejía (84.) | Atlético Nacional |
| 10. Dezember 2014 um 21:15 Uhr (UTC−3) in Buenos Aires, Argentinien (Estadio Monumental Antonio Vespucio Liberti) | | |                   |
| Ergebnis: 2:0 (0:0)                                                                                               | | |                   |
| Schiedsrichter: Darío Ubriaco ( Uruguay)                                                                          | | |                   |

## Beste Torschützen
Nachfolgend sind die besten Torschützen der Copa Sudamericana 2014 aufgeführt. Sie sind zunächst nach Anzahl ihrer Treffer, bei gleicher Torzahl alphabetisch sortiert.
| Rang | Spieler                 | Klub                         | Tore |
| ---- | ----------------------- | ---------------------------- | ---- |
| 1    | Andrés Vilches          | CD Huachipato                | 5    |
|      | Miller Bolaños          | CS Emelec                    | 5    |
| 3    | Rodrigo Mora            | River Plate                  | 4    |
|      | Andrés Chávez           | Boca Juniors                 | 4    |
|      | Andy Pando              | CD Universidad César Vallejo | 4    |
|      | Óscar Romero Villamayor | Club Cerro Porteño           | 4    |
|      | Fabio Escobar           | Deportivo Capiatá            | 4    |